# 西川豪
西川 豪（にしかわ ごう、Goh Nishikawa、1985年3月24日 - ）は、東京都港区出身のヴァイオリニスト。
東京藝術大学音楽学部在学中は 澤和樹に師事。卒業後、東京藝術大学大学院音楽研究科器楽専攻（ヴァイオリン）に進みジェラール・プーレに師事し、修士課程修了。
2011年に津田ホールにてデビューリサイタルを開催した。また同年ジェラール・プーレリサイタルにゲスト出演。
2012年、東京藝術大学奏楽堂で開催された「フェリックス・アーヨの四季」でアーヨと共演。
2018年には東京文化会館にてヴァイオリン・リサイタルを開催した。

## 師事歴
- 素村裕子
- 石井志都子
- 澤和樹
- ジェラール・プーレ
- フェリックス・アーヨ

## ディスコグラフィ
- エモーション―Emotion―（2016年10月、Octavia Records Inc.）
- Fascinate - ファシネイト -（2019年3月、FONTEC）レコード芸術2019年5月号 準特選盤

## 使用楽器
フェリックス・アーヨ所有の1971年製レナート・スコラベッツァ（Renato Scrollavezza）ex-“FELIX AYO”を譲り受けている。